# 시발릭급 구축함
시발릭급 구축함은  인도 해군이 보유한 구축함이다. 만재배수량 6,800톤으로, 상당히 큰 대형 전투함이다. 3척이 계획됐으며, 3척은 건조했고, 3척을 운용중이다. 이스라엘제 3차원 대공 레이다가 탑재되어 있으며, 브라모스 미사일과 바라크 미사일등의 첨단 미사일로 무장하고 있는 첨단 구축함이다.

## 동급 함정
| 함번 | 함명     | 용골설치         | 진수식          | 취역식          | 퇴역 | 기항         |
| ---- | -------- | ---------------- | --------------- | --------------- | ---- | ------------ |
| F-47 | 시발릭   | 2001년 7월 11일  | 2003년 4월 18일 | 2010년 4월 29일 |      | 비사카파트남 |
| F-48 | 새트퓨라 | 2002년 10월 31일 | 2004년 6월 4일  | 2011년 8월 20일 |      | 비사카파트남 |
| F-49 | 사야드리 | 2003년 9월 30일  | 2005년 5월 27일 | 2012년 7월 21일 |      | 비사카파트남 |

## 시발릭급의 탐지장비 MR-760 FREGAT-M2EM
- 종류 : 펄스 도플러 3차원 대공 레이다
- 레이다 탐지거리 : 300km
- 레이다 탐지고도 : 30km
- 밴드 : E 밴드
- 제조국 :  러시아
- 무게 : 2.5톤
- 최대 출력 : 90 kW

### 레이다 탐지거리
- 고고도 전투기 목표물 : 230km
- 스텔스 전투기 목표물 : 130km
- 저고도 순항미사일 : 50km

## 시발릭급의 탐지장비 EL/M-2238

### 스펙(제원)
- 종류 : 펄스 도플러 3차원 대공 레이다
- 레이다 탐지거리 : 350km
- 밴드 : S 밴드
- 제조국 :  이스라엘
- 무게 : 1.5톤

## 같이 보기
- EL/M-2248 - 콜카타급 구축함의 레이다.
- 델리급 구축함 - 콜카타급 구축함의 이전 함급.
- 무라사메급 호위함
- 호바트급 구축함
- 비사카파트남급 구축함